# Щербатов, Николай Сергеевич
Князь Никола́й Серге́евич Щерба́тов (26 октября 1853, Москва — 1929, Москва) — морской офицер, историк, археолог из рода Щербатовых. Директор Исторического музея в Москве, последний частный владелец усадьбы Братцево. Брат графини П. С. Уваровой.

## Биография
Сын князя Сергея Александровича Щербатова от брака с княжной Прасковьей Борисовной Святополк-Четвертинской. По отцу племянник московского губернатора Н. А. Щербатова, по матери — внук князя Б. А. Четвертинского. Получил домашнее воспитание.
С 1870 года обучался в Морском кадетском корпусе. В 1876 году на фрегате «Светлана» совершил кругосветное путешествие. В составе Дунайской армии принимал участие в русско-турецкой войне. За боевые заслуги был награждён орденом Св. Анны 4 степени и морской офицерской саблей с надписью «За храбрость».
В декабре 1884 года по приглашению графа А. С. Уварова вступил в должность товарища председателя строительной комиссии Российского Исторического музея. В 1887—1908 гг. занимал должность чиновника особых поручений при августейшем председателе музея. В 1909 году назначен на должность товарища председателя музея.
Принимал участие в археологических раскопках. Наиболее известными были работы, произведённые им в 1894 году в Московском Кремле под научным руководством И. Е. Забелина в поисках библиотеки и архива Ивана Грозного. Состоял членом многих научных обществ и комиссий: Московского Археологического общества (1894), Общества любителей естествознания, антропологии и этнографии (1888), Общества ревнителей русского исторического просвещения (1898), Историко-родословного общества (1908). Состоял председателем Совета старейшин Московского автомобильного общества.
Входил в состав учредителей Комиссии по изучению старой Москвы (1909), Комитета по устройству в Москве музея Отечественной войны 1812 года; Общества друзей Исторического музея (1918). С 1917 года директор Исторического музея, после революции его завхоз. С 1919 года заведовал «Отделением войны и революции» музея; в 1921 году был переведен на должность ученого сотрудника отделения государственного быта музея.
В июне 1921 года был арестован по обвинению «в контрреволюции» и заключен в Бутырскую тюрьму, но в октябре 1921 года освобожден. В 1925—1926 годах работал сверхштатным сотрудником. В 1927 году вышел на пенсию. Последние годы жил в келье Новодевичьего монастыря, где в феврале 1929 года скончался. Похоронен рядом с женой на кладбище Новодевичьего монастыря.

## Семья

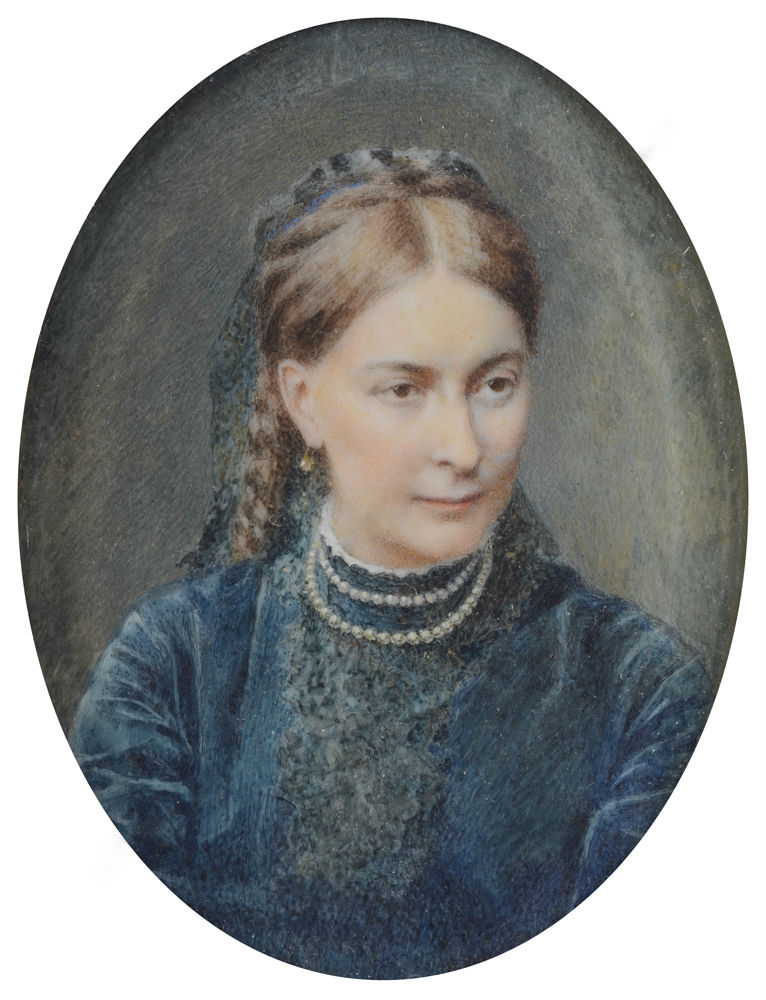
Софья Александровна Щербатова, жена (1903)

Жена (с 1884 года) — графиня Софья Александровна Апраксина (30.06.1852; Берлин—1919), крестница великого князя Константина Николаевича, дочь графа Александра Александровича Апраксина (1820—1883) от брака с Софьей Васильевной Ладомирской (1831—1880). Внучка графа А. И. Апраксина и В. Н. Ладомирского. Приходилась мужу троюродной сестрой; наследница подмосковного имения Братцево. Вместе с сестрой Александрой (1853—1943; женой В. С. Оболенского) состояла фрейлиной (с 1873 по 1884) императрицы Марии Федоровны; была воспитательницей будущего императора Николая II. Скончалась в Москве и была похоронена на Ваганьковском кладбище. В 1920 году её прах был перезахоронен на кладбище Новодевичьего монастыря. В браке родились:
- Эммануил Николаевич (1885—1921), в 1907 году окончил Александровский лицей, историк, с 1915 года чиновник особых поручений при председателе Исторического музея. Участник Первой мировой войны, служил в Кавалергардском полку. После революции офицер Белой армии. Умер во время эпидемии тифа в Новороссийске. Был женат на княжне Софье Владимировне Шаховской (1892—1925; внучке А. И. Шаховского), после революции она осталась в России. По одной версии погибла вместе со вторым мужем от рук большевиков; по другой — умерла в заключение в 1925 году в Караганде. Дочери Софья и Татьяна.
- Мария Николаевна (1886—1975), фрейлина, с 1911 года замужем за графом Александром Александровичем Чернышёвым-Безобразовым (1888—1964; сыном А. Ф. Безобразова). После революции с семьей эмигрировала во Францию. Жила в Булони под Парижем, похоронена на кладбище Сент-Женевьев-де-Буа. Её дочь Мария (Мара)[фр.] (1915—2010), киноактриса и певица, работала под псевдонимом Illa Meery; была замужем за известным французским актёром Анри Гара[фр.].